# Первомайская (Курская область)
Первомайская — деревня в Большесолдатском районе Курской области. Входит в Большесолдатский сельсовет.

## География
Деревня находится на реке Суджа, в 65 километрах к юго-западу от Курска, в 4 км к западу от районного центра и центра сельсовета — села Большое Солдатское.
Улицы
В деревне есть улица 1 Мая (81 дом).
Климат
Деревня, как и весь район, расположена в поясе умеренно континентального климата с тёплым летом и относительно тёплой зимой.

## Население
| 2002 | 2010 |
| ---- | ---- |
| 147  | ↘120 |

## Инфраструктура
Личное подсобное хозяйство с зоной сельскохозяйственного использования, индивидуальная застройка усадебного типа.
Основа экономики — сельское хозяйство.

## Транспорт
Первомайская находится в 2 км от автодороги регионального значения 38К-004 (Дьяконово — Суджа — граница с Украиной), в 1 км от автодороги межмуниципального значения 38Н-027 (Большое Солдатское — 38К-004 — Ржава), в 15 км от ближайшего ж/д остановочного пункта Гродненский (линия Льгов I — Подкосылев).